# Schweinfurter Ruder-Club Franken von 1882
Der Ruder-Club Franken ist ein Sportverein in Schweinfurt. Er unterhält eine 1000 Meter lange Regattastrecke auf dem Main, auf der in den ungeraden Jahren die Bayerischen Meisterschaften im Rudern stattfinden und auf der bereits die deutschen Sprintmeisterschaften und der Deutsche Rudertag ausgetragen wurden.

## Lage
Der Schweinfurter Ruder-Club Franken befindet sich auf der der Altstadt gegenüberliegenden Seite des Mains (linke Mainseite bzw. Südseite) unmittelbar am Flussufer bei Stromkilometer 333,3. Der Ruderclub liegt am Nordrand der Wehranlagen und ist von der Innenstadt über die Maxbrücke erreichbar.

## Bootshaus

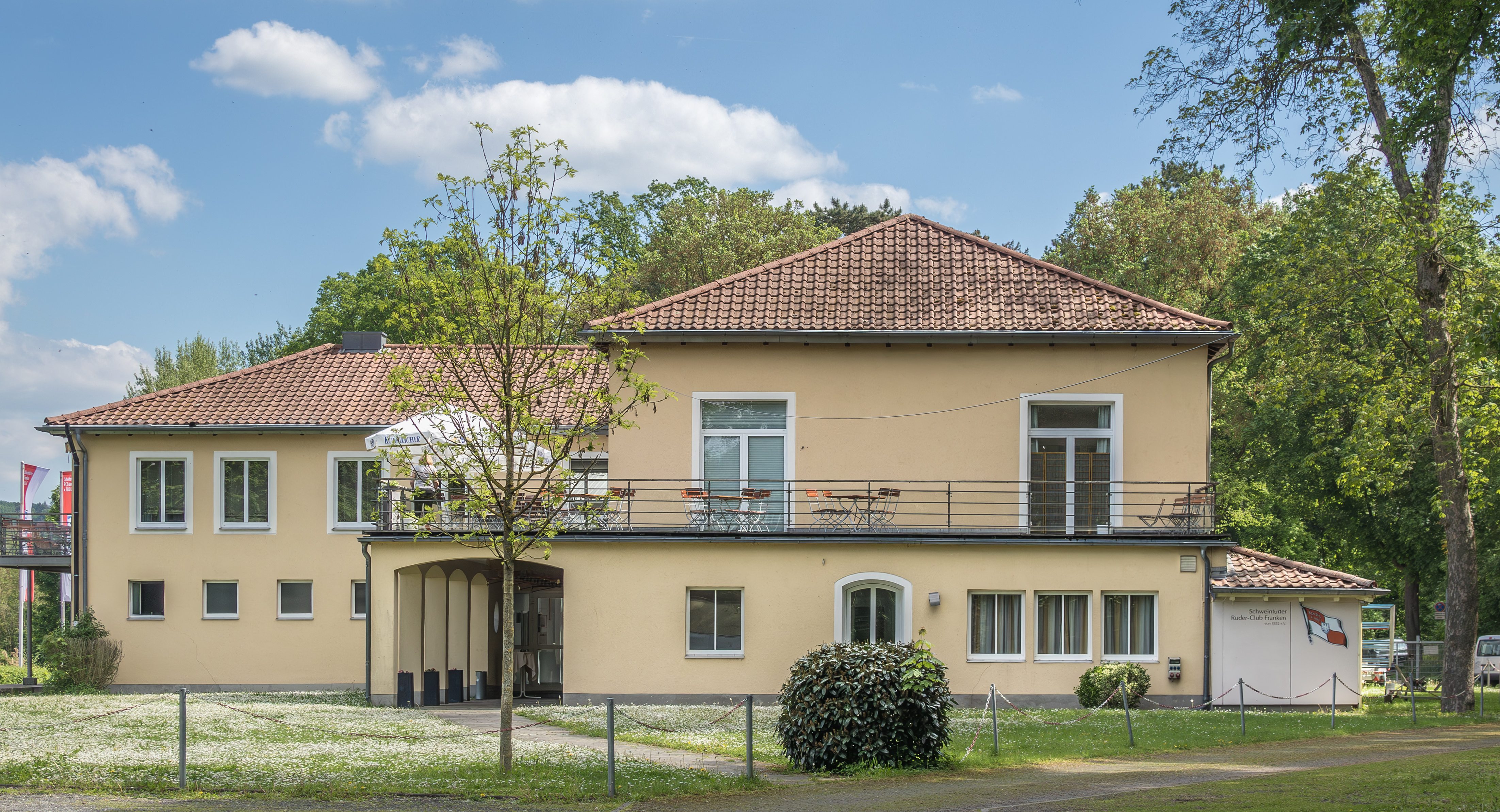
Bootshaus im Frühjahr 2024

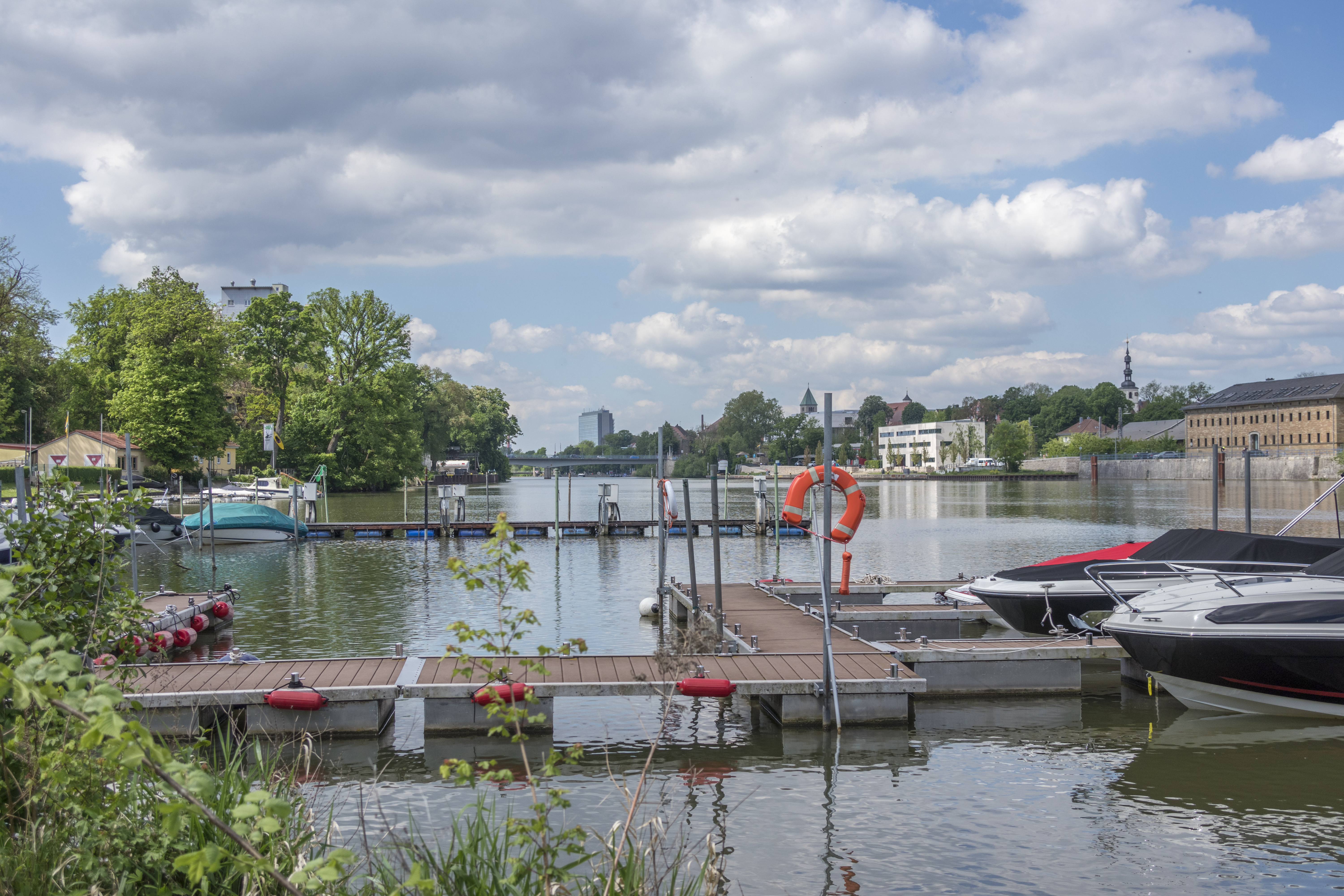
Blick über den hier 170 Meter breiten Main. Hinten Bootshafen des Ruder-Clubs in der Vorsaison

Das Bootshaus umfasst neben Umkleiden und zwei Bootshallen auch einen Kraftraum, ein Clubzimmer und den größeren Karl-Weppert-Saal (benannt nach dem Ehrenvorsitzenden Karl-Weppert, der 1950 das jetzige Bootshaus erbaute), ausgedehnte Grünanlagen, zahlreiche Motorbootliegeplätze und eine Kegelbahn.
Die Bewirtung, die Räumlichkeiten und die schöne Lage machen den Ruder-Club zu einer in Schweinfurt beliebten Adresse für Feiern aller Art.

## Geschichte

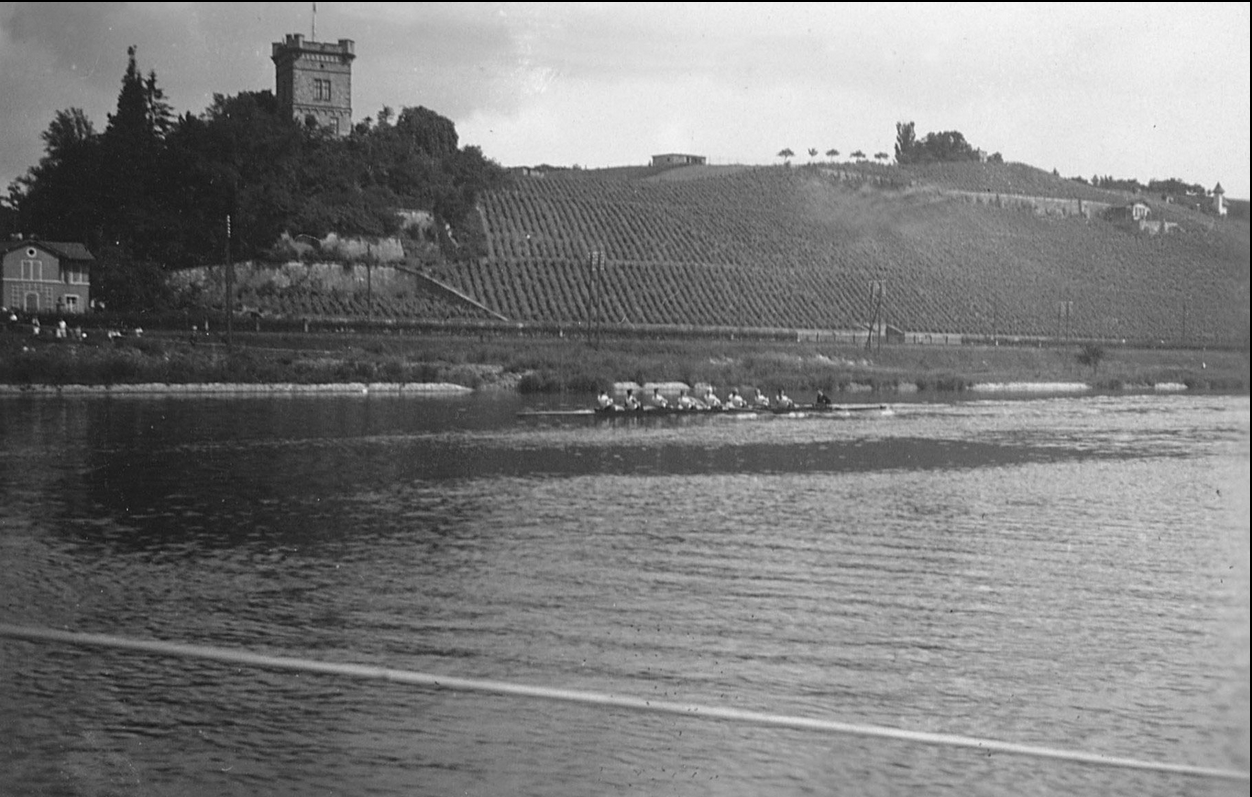
Regattastrecke auf dem Main,
mit Achter im Jahre 1932

Der Verein wurde 1882 gegründet. Sein erstes Vereinsheim stand auf der anderen Mainseite etwas weiter mainabwärts knapp oberhalb der Max-Brücke (heute: Johanniter), wurde nach dem Krieg jedoch aus Platzgründen aufgegeben. Der Umzug ging im Frühjahr 1954 vonstatten. Eine erste offizielle Veranstaltung war der „Tag des deutschen Rudersports 1954“.
Bekannte Veranstaltungen sind neben der heute nicht mehr ausgetragenen „Frankenschild-Regatta“, die Bayerischen Meisterschaften im Rudern, die Deutschen Sprintmeisterschaften, das Deutsche Wanderruderertreffen und der Deutsche Rudertag.

## Aktivitäten
Zu den ausgeübten Sportarten zählen neben dem Rudern auch das Joggen in den benachbarten Wehranlagen, das Walken, Trainingslager beim Langlaufen sowie das sogenannte „Crew Class“ – also das gemeinschaftliche Training auf dem Ruderergometer mit Musik und Animation. Neben dem Leistungsrudern werden in Schweinfurt auch das Wanderrudern, das Breitensportrudern und nicht zuletzt das Schulrudern gepflegt. Letzteres führt Aktive und ambitionierte Quereinsteiger der teilnehmenden Schulen (Celtis-Gymnasium und A.-v.-Humboldt-Gymnasium) alljährlich zum Landesentscheid Jugend trainiert für Olympia und hin und wieder sogar zum Bundesentscheid nach Berlin. Jedoch liegt das Hauptaugenmerk des Vereins auf der Ausübung des Rennrudersports. Unterstützt und trainiert werden die Aktiven von mehreren Übungsleitern und einem hauptamtlichen Trainer. Mit der Clubgemeinschaft in ihrem Rücken und dem Trainer an ihrer Seite können die Aktiven an großen nationalen und internationalen Wettkämpfen mit Bravour teilnehmen.

## Erfolge
- 1935 Deutsche Meisterschaft (Willi Kaidel im Einer)
- 1936 Olympische Spiele 1936 Silbermedaille (Willi Kaidel im Doppelzweier)
- 1987 DM Silbermedaille (Marcel Tully im Leichtgewichts-Doppelvierer)
- 1988 DM Bronzemedaille (Marcel Tully im Leichtgewichts-Vierer ohne Steuermann)
- 1989 WM-Silbermedaille (Marcel Tully im Leichtgewichts-Vierer ohne Steuermann)
- 1995 WM-Silbermedaille (Dirk Jenny im Leichtgewichts-Achter)
- 1996 Weltmeister (Dirk Jenny im Leichtgewichts-Achter)
- 1997 Weltmeisterschaftsfinalteilnahme (Dirk Jenny im Leichtgewichts-Achter)